# Norbert Stöß
Norbert Stöß (* 3. Juni 1958 in Dresden) ist ein deutscher Schauspieler und Synchronsprecher. Sein Name erscheint in manchen Vor- und Abspännen in der Schreibweise Norbert Stöss.

## Leben
Norbert Stöß wuchs in Plauen im Vogtland auf. Seine Ausbildung erhielt er von 1975 bis 1979 an der Theaterhochschule „Hans Otto“ in Leipzig, wo er am dortigen Schauspielhaus erste Rollen spielte. Während des Studiums kam es zu ersten Filmarbeiten. Er spielte unter anderem den „Latte“ in der Verfilmung von Frank Vogel Eine Handvoll Hoffnung.
Bis 1987 war er an den Bühnen der Stadt Gera engagiert, wo es zur Zusammenarbeit mit den Regisseuren Frank Castorf, Leander Haußmann, Michael Helle und Klaus Erforth kam. Er spielte dort etwa den Lanzelot in Der Drache von Jewgeni Schwarz, den Troilus in Troilus und Cressida und den Malachow in Kümmert Euch um Malachow von Agranowski. Im Dezember 1986 stellte er einen Ausreiseantrag in die Bundesrepublik; im September 1987 wurde er nach Denunziation zu einer Haftstrafe von sechs Monaten verurteilt und nach fünf Monaten entlassen. Er durfte danach nicht mehr in Gera spielen und wurde im März 1988 in die Bundesrepublik entlassen.
Es folgten Engagements am Stadttheater Würzburg (1988–1989), an den Städtischen Bühnen Münster (1989–1991), am Theater Dortmund (1991–1993), am Stadttheater Konstanz (1993–1996), am Staatstheater Mainz (1996–1999), am Staatstheater Kassel (1999–2000) und am Theater Lübeck (2000–2001).
Von 2001 bis 2006 gehörte er erstmals zum Berliner Ensemble. Dort arbeitete er mit den Regisseuren Claus Peymann, Leander Haußmann, Robert Wilson, Philip Tiedemann, Manfred Karge, Hasko Weber und Katharina Thalbach. Stöß spielte den Karl Moor in Die Räuber, den Eisenring in Biedermann und die Brandstifter, Saladin in Nathan der Weise, die Hauptrolle in Immanuel Kant von Thomas Bernhard, den Peter Squenz in Sommernachtstraum, Stephano in Der Sturm, Narbonne in Der Parasit von Louis-Benoît Picard und Friedrich Schiller und den Erzähler in Der kaukasische Kreidekreis, Malvolio in Was ihr wollt, Polonius in Hamlet, Wang in Der gute Mensch von Sezuan von Brecht.
Seit Ende der 90er Jahre ist Stöß häufig in Film- und Fernsehproduktionen zu sehen. Die Serie Abschnitt 40, in der er die Rolle des Egon Lochow spielte, erhielt 2003, 2004 und 2005 den Deutschen Fernsehpreis für die beste Serie. und 2006 den Deutschen Fernsehkrimipreis – Bestes Ensemble.
2007/2008 kam es zur Zusammenarbeit mit Frank Castorf in Nord von Louis-Ferdinand Céline bei den Wiener Festwochen. Gastspiele in Avignon und Athen folgten, bevor die Inszenierung an der Volksbühne Berlin gezeigt wurde. Ebenfalls an der Volksbühne gab es eine Zusammenarbeit mit Sebastian Baumgarten bei Tosca. Von 2009 bis 2017 arbeitete er wieder am Berliner Ensemble. Am Schauspielhaus Zürich spielte er 2014 Porfirij Petrowitsch in Schuld und Sühne, 2017 am Gorki Theater Berlin den John Garga in Dickicht nach Brecht; beides unter der Regie von Sebastian Baumgarten. 2018/19 spielte er an der Volksbühne in Haußmanns Staatssicherheitstheater unter der Regie von Leander Haußmann, 2021 wieder am Gorki Theater in Hamlet unter der Regie von Christian Weise. 2022 arbeitete er am RambaZamba Theater mit Leander Haußmann in "Einer flog über das Kuckucksnest". 2023 spielte er, ebenfalls unter Leander Haußmanns Regie, am Thalia Theater Hamburg in "Intervention" von Haußmann/Regener.

## Filmografie
- 1999–2022: Tatort
  - 1999: Der Heckenschütze
  - 1999: Blinde Kuriere
  - 2011: Nasse Sachen
  - 2022: Tyrannenmord
- 2000: Die Bögers, Fernsehserie
- 2003: liegen lernen
- 2003–2006: Abschnitt 40, Fernsehfilm, durchgehende Rolle Egon Lochow
- 2003: Berlin – Eine Stadt sucht den Mörder, Fernsehfilm
- 2004: Berlin, Berlin, Fernsehserie, Episode: Traumjob
- 2004: Berlin, Berlin, Fernsehserie, Episode: Wickie
- 2005: Kanzleramt, Fernsehserie
- 2007: Alarm für Cobra 11, Fernsehserie
- 2007: GSG 9, Fernsehserie, Episode: Schicksalsschlag
- 2008: SOKO Wismar, Fernsehserie, Episode: Bibelstunde
- 2008: GSG 9, Fernsehserie, Episode: Todeszelle
- 2012: Der Kriminalist, Fernsehserie
- 2014: Großstadtrevier, Fernsehserie, Episode: Pauls Versuchung
- 2014: Notruf Hafenkante, Fernsehserie, Episode: Das fremde Kind
- 2014: SOKO Wismar, Fernsehserie, Episode: Der Pate
- 2015: Spreewaldkrimi, Fernsehreihe, Episode: Die Sturmnacht
- 2016: Letzte Spur Berlin, Fernsehserie, Episode: Befreiungsschlag
- 2017: Alles Klara, Fernsehserie, Episode: Tod unter dem Kreuz
- 2017: Ein schrecklich reiches Paar, Fernsehfilm
- 2017: Die Kanzlei, Fernsehserie, Episode: Nacht und Nebel
- 2018: Teufelsmoor, Fernsehfilm
- 2018: Hubert und Staller, Fernsehserie, Episode: Weiblich, böse, tot
- 2018: Weissensee, Fernsehserie, 2 Episoden
- 2018: Aenne Burda, Fernsehfilm
- 2019: SOKO Leipzig, Fernsehserie, Episode: Der Mann, der zwei Bier bestellte
- 2019: SOKO Wismar, Fernsehserie, Episode: Der Strandpirat
- 2019: Der Usedom-Krimi, Fernsehreihe, Episode: Träume
- 2019: Notruf Hafenkante, Fernsehserie, Episode: Zeit ist Geld
- 2020: Der Alte, Fernsehserie, Episode: Verlorene Seelen
- 2021: Wir Kinder vom Bahnhof Zoo, Fernsehserie
- 2022: Polizeiruf Rostock, Episode: Seine Familie kann man sich nicht aussuchen
- 2022: WaPo Berlin, Fernsehserie, Episode: Der letzte Fang
- 2022: Stasikomödie
- 2022: Inga Lindström: Fliehende Pferde in Sörmland
- 2023: Ein starkes Team, Episode: Kurierfahrt in den Tod
- 2024: Notruf Hafenkante, Episode: Maria brennt
- 2024: Kati – Eine Kür, die bleibt (Fernsehfilm)
- 2024: In aller Freundschaft – Die jungen Ärzte, Episode: Kurswechsel
- 2024: Achtsam Morden, Episode: Angst
- 2024: SOKO Wismar, Episode: Unter Nachbarn
- 2025: WaPo Elbe, Fernsehserie, Episode: Bumerang
- 2025: Die Drei von der Müllabfuhr – Der Neue